# Аргирос, Умвертос
Умвертос Аргирос (греч. Ουμβέρτος Αργυρός; 1882, Кавала — 1963, Афины) — греческий художник, один из самых поздних представителей «Мюнхенской школы» греческой живописи.

## Биография
Аргирос родился в 1882 году в ещё османском тогда городе Кавала, но его родители происходили из города Нигрита, Центральная Македония. Учился живописи в афинской школе изящных искусств у Никифороса Литраса. Окончил школу с отличием в 1904 году.
В 1906 году уехал в Мюнхен где продолжил учёбу в Мюнхенской академии искусств. В 1908 году получил стипендию греческого мецената Г. Авероффа и остался в баварской столице.
В 1929 году был назначен профессором Школы изящных искусств, и позже заместителем директора и трижды директором Школы. Его учениками были ставшие известными впоследствии художник Ф. Захариу, гравер Т. Кантос, скульптор Х. Капралос, художники Г. Манусакис, Моралис, Яннис, Я. Спиропулос и другие.
Аргирос принимал участие в групповых выставках во многих странах мира и его работы выставлены во многих публичных галереях.
Темой многих его работ было женское тело и пейзажи.
Во время греко-итальянской войны, Аргирос получил приказ от правительства генерала Метаксаса следовать на фронт в качестве официального военного художника, вместе со скульптором Фокионом Роком. После этой поездки на фронт Аргирос создал 32 картины, отображающих греческую эпопею 1940 года. Картины сегодня находятся в Военном музее Афин.
В 1952 году Афинская академия наук наградила его Отличием Наук и Искусств и в 1959 году Аргирос стал постоянным членом Академии. Аргирос умер в Афинах четырьмя годами позже, в 1963 году.
Бюст художника установлен на его родине в городском парке города Кавала.